# Duthiea brachypodium
Duthiea brachypodium är en gräsart som först beskrevs av Paléologos C. Candargy, och fick sitt nu gällande namn av Yi Li Keng och Keng f. Duthiea brachypodium ingår i släktet Duthiea och familjen gräs. Inga underarter finns listade i Catalogue of Life.